# Autoestrada A56 (Itália)
A Autoestrada A56 (também conhecida como Tangenziale di Napoli) é uma autoestrada tangencial da cidade de Nápoles, na Itália, e constitui o eixo principal de travessia urbana da cidade. Com 20 km de extensão, sua gestão está a cargo da concessionária Tangenziale di Napoli S.p.A.

## Percurso
| A56 TANGENZIALE DI NAPOLI |      | |      |      |           |                  |
| n°                        | Tipo | Saída | ↓km↓ | ↑km↑ | Província | Estrada europeia |
|                           |      | Casoria - Caserta - Roma Bari-Avellino Salerno - Reggio Calabria                                              | -    | -    | NA        |                  |
|                           |      | Aeroporto di Napoli-Capodichino Circumvallazion e esterna Napoli est                                          | -    | -    | NA        |                  |
|                           |      | Capodichino - Secondigliano                                                                                   | -    | -    | NA        |                  |
|                           |      | Area servizio Doganella est                                                                                   | ***  | -    | NA        |                  |
|                           |      | Doganella | -    | -    | NA        |                  |
|                           |      | corso Malta Centro Direzionale Porto Estação Napoli Centrale SS 162 dir Pomigliano - Cercola Ponticelli Barra | -    | -    | NA        |                  |
|                           |      | Area servizio Scudillo                                                                                        | -    | -    | NA        |                  |
|                           |      | Capodimonte Ospedale San Gennaro                                                                              | -    | -    | NA        |                  |
|                           |      | Arenella Quartieri Spagnoli                                                                                   | -    | -    | NA        |                  |
|                           |      | Zona Ospedaliera Stazione Colli Aminei                                                                        | -    | -    | NA        |                  |
|                           |      | Camaldoli | -    | -    | NA        |                  |
|                           |      | Vomero Posillipo Asse perimetrale Vomero-Soccavo-Pianura                                                      | -    | -    | NA        |                  |
|                           |      | Fuorigrotta Stadio San Paolo Piscina Scandone Mergellina Bagnoli Pianura                                      | -    | -    | NA        |                  |
|                           |      | Area servizio Astroni                                                                                         | -    | -    | NA        |                  |
|                           |      | Agnano | -    | -    | NA        |                  |
|                           |      | Area servizio Campana                                                                                         | -    | -    | NA        |                  |
|                           |      | via Campana (Pozzuoli)                                                                                        | -    | -    | NA        |                  |
|                           |      | Cuma | -    | -    | NA        |                  |
|                           |      | Arco Felice                                                                                                   | -    | -    | NA        |                  |
|                           |      | SS7quater Domiziana                                                                                           | -    | -    | NA        |                  |